# Kościół Sant’Eufemia w Wenecji
Kościół Sant’Eufemia w Wenecji (pol. kościół św. Eufemii) – rzymskokatolicki kościół w Wenecji na wyspie Giudecca przy Fondamenta del Rio de S. Eufemia. Podlega jurysdykcji Patriarchy Wenecji.

## Historia
Kościół zbudowany został w 865 roku w stylu wenecko-bizantyńskim jako trzynawowa bazylika. Był początkowo pod wezwaniem czterech świętych niewiast: Eufemii z Chalcedonu, Doroty, Tekli i Erazmy. Z czasem w użyciu pozostało tylko to pierwsze wezwanie. Kościół stał się powszechnie znany jako Famia. W 952 roku został odnowiony, a w 1371 po przebudowie ponownie konsekrowany. Odnowiony w drugiej połowie XVI wieku. Po raz ostatni w XVIII wieku pod kierunkiem neoklasycznego architekta Tommasa Temanzy; zmieniono wówczas znacząco jego elewację i wnętrze dekorując sztukateriami nawę główną oraz sklepienie. Zastąpiono również wcześniejsze obrazy ołtarzowe obrazami współczesnych artystów, w tym: Jezus wśród lekarzy Francesca Cappelli i Nawiedzenie Najświętszej Maryi Panny Giambattisty Canala (1771).

## Architektura

### Wygląd zewnętrzny
Z lewej strony fasady znajduje się portyk, zaprojektowany pod koniec XVI wieku przez Michele Sanmicheli dla kościoła Santi Biagio e Cataldo, rozebranego pod koniec  XIX wieku w związku z budową Molino Stucky; wówczas to jego inwestor, przedsiębiorca Giovanni Stucky, podarował portyk kościołowi Świętej Eufemii. Znajdujące się nad portalem Ukrzyżowanie również pochodzi z rozebranego kościoła. Obecna, wysoka na 10 m dzwonnica pochodzi z XVIII wieku. W 1883 roku została odnowiona. Z rysunku Canaletta (1730) wynika, że kiedyś była wyższa i miała hełm w kształcie głowy cukru.

### Wnętrze
Pochodzące z IX wieku niektóre kolumny kontrastują z rokokowym wystrojem, utrzymanym w tonacjach białych, jasnozielonych i złotych. Sztukaterie w niższych partiach ścian usunięto, aby odsłonić surowy mur z cegieł. Malowidła w prezbiterium są dziełem następców Veronese. Freski na sklepieniu wykonał Giambattista Canal. Do arcydzieł zaliczają się malowidła Święty Roch i anioł Bartolomea Vivariniego (pierwotnie centralna część tryptyku, przedstawiającego również Świętych Sebastiana i Ludwika) oraz Madonna z Dzieciątkiem, oba odrestaurowane w roku 2008.

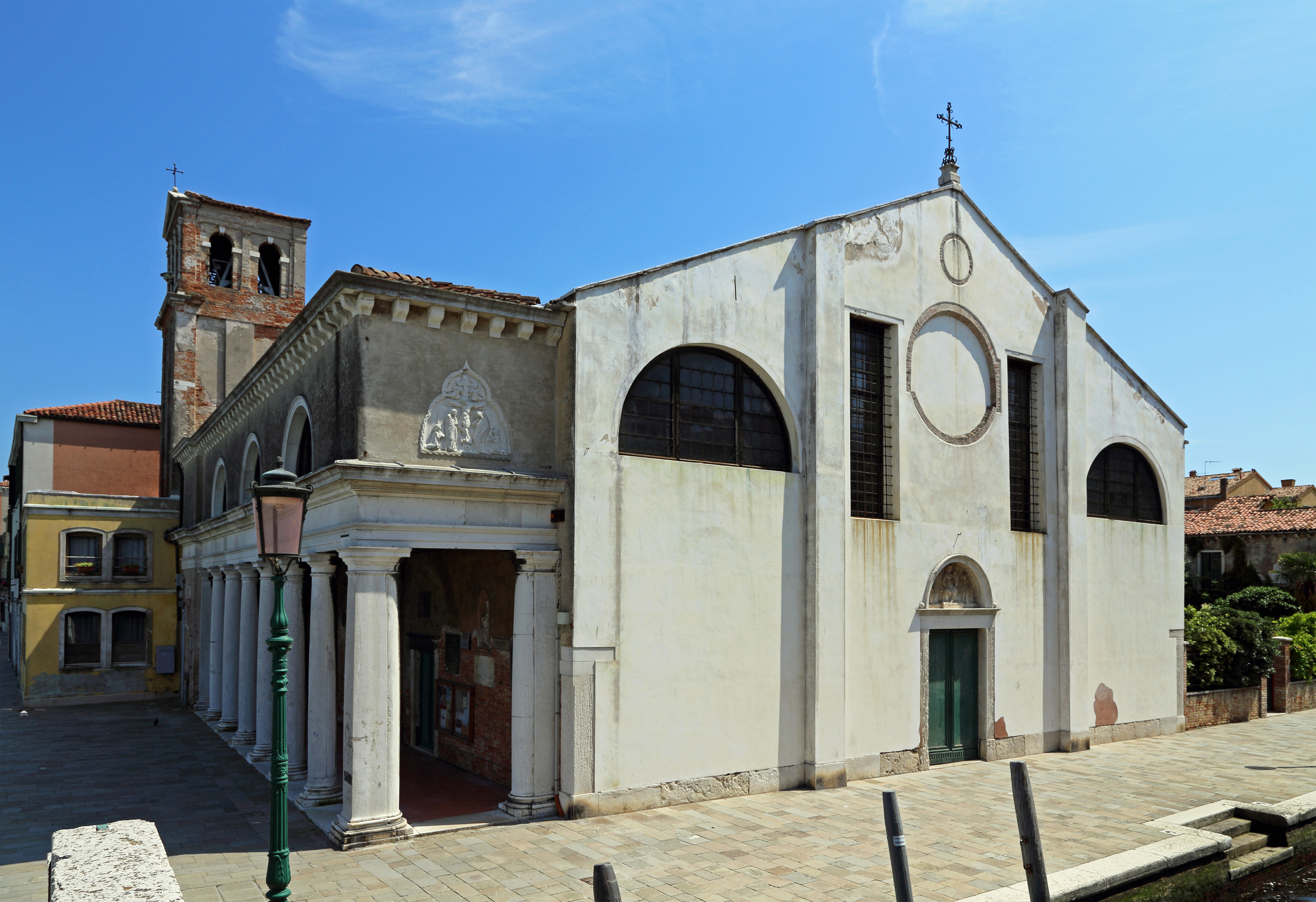
Fasada kościoła z charakterystycznym portykiem z lewej strony i dzwonnicą (na dalszym planie)
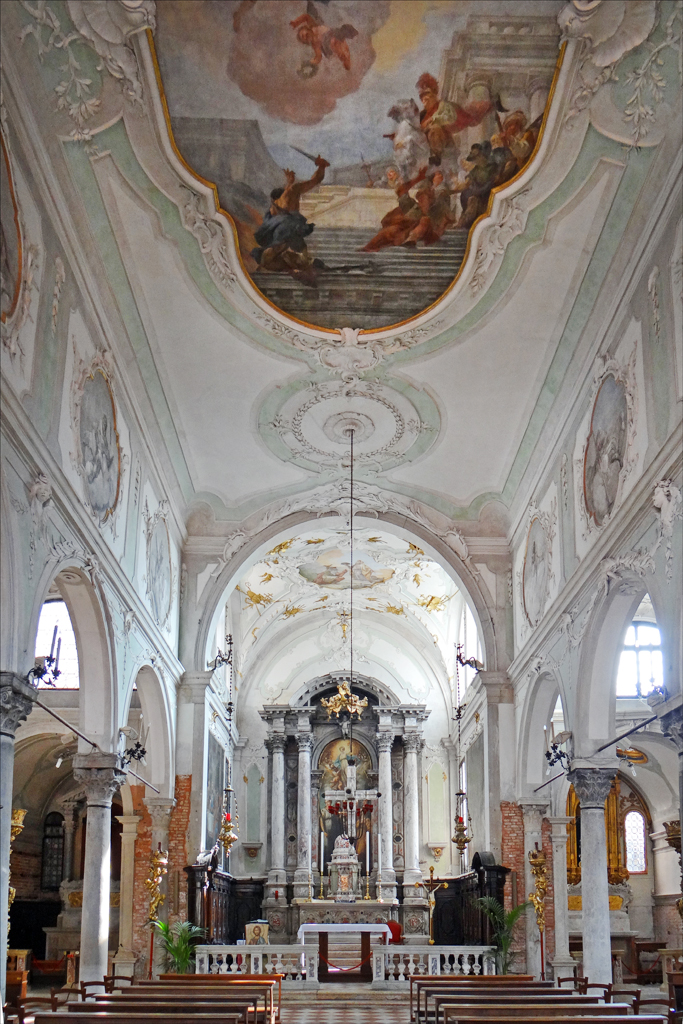
Nawa środkowa. Ołtarz główny i bogato dekorowane sklepienie
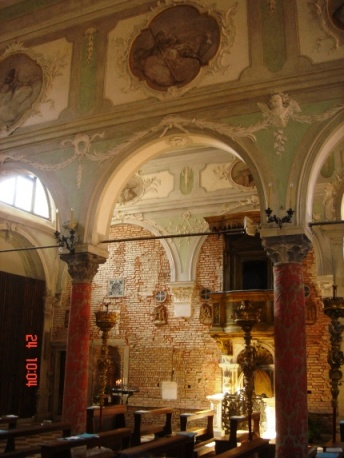
Jedna z naw bocznych. Widoczne odsłonięte, ceglane mury
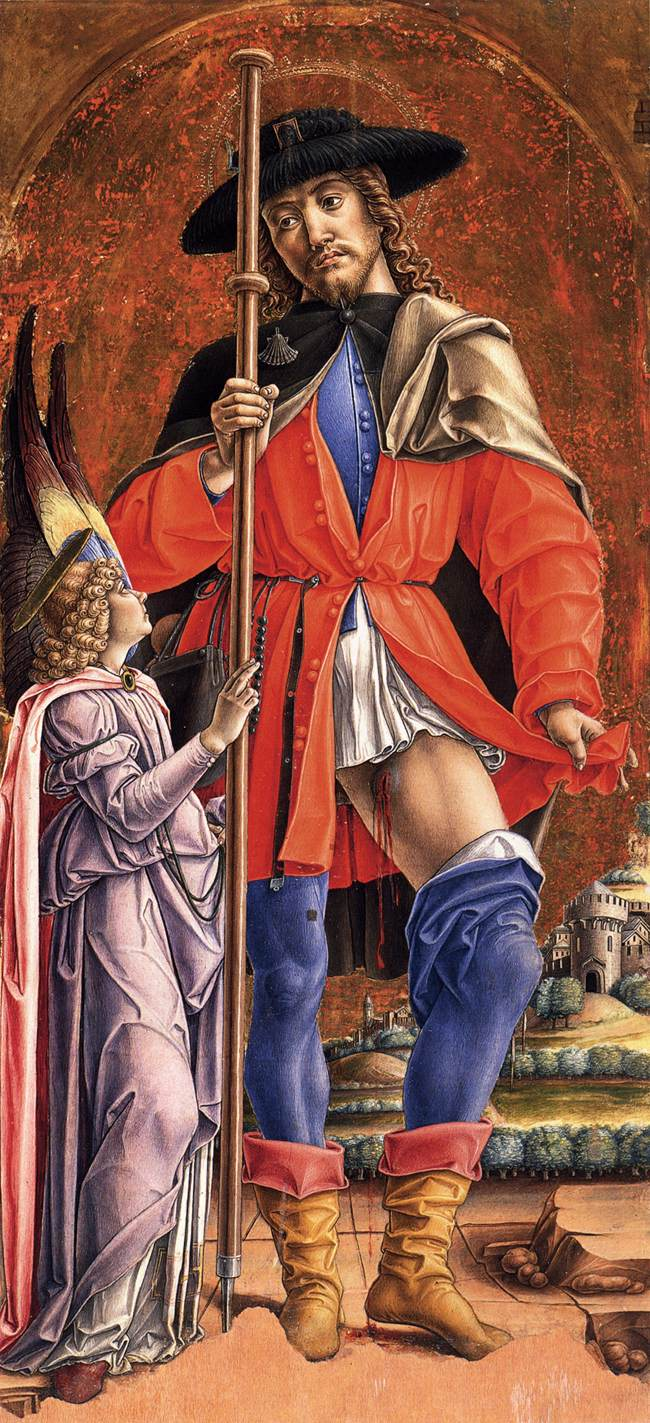
Bartolomeo Vivarini, Święty Roch i anioł, obraz tablicowy (138 x 59 cm), 1480
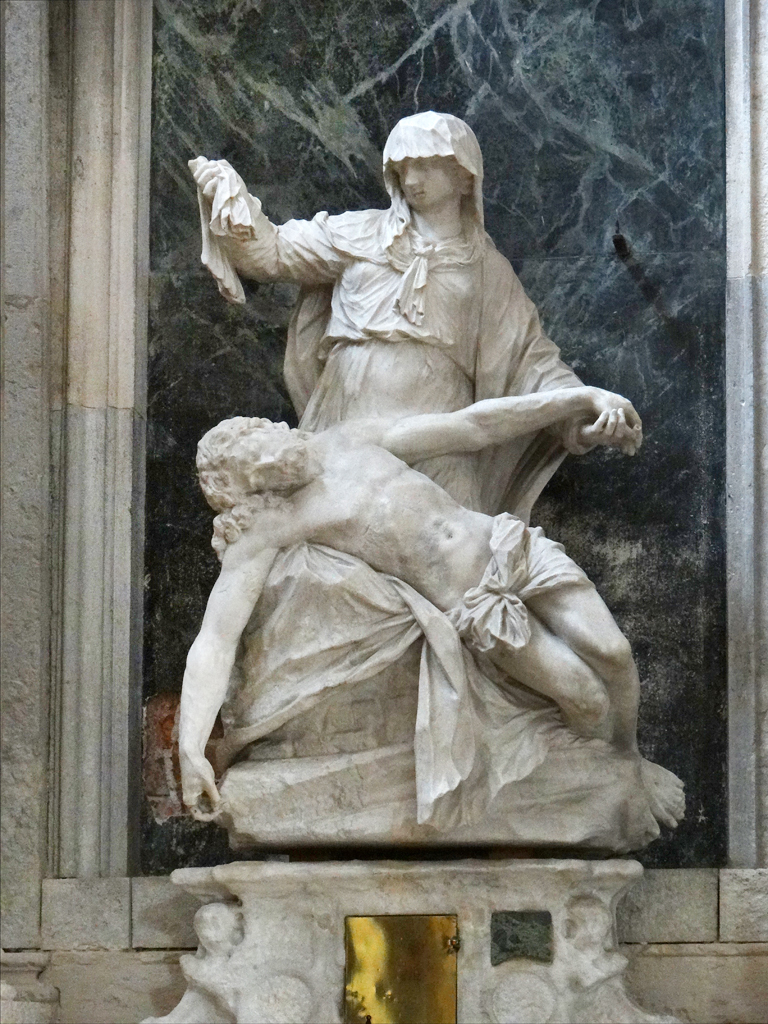
Giovanni Maria Morlaiter, grupa rzeźbiarska Pietà, marmur, XVIII w.